# Noordwijkerhout
Noordwijkerhout – miasto i gmina w południowo-zachodniej Holandii, w prowincji Holandia Południowa. W 2007 roku populacja wyniosła 15299 osób. Miasto jest położone 5 kilometrów od Morza Północnego i jest uzdrowiskiem.